# ボドリアン図書館
ボドリアン図書館 (ボドリアンとしょかん、英語: Bodleian Library、[ˈbɒdliən]もしくは[bɒdˈliːən]) はオックスフォード大学の図書検索機関である。図書館の名前はイギリスの外交官兼学者で、図書館成立に大きく貢献したトーマス・ボドリーに由来する。
ヨーロッパでも有数の伝統を誇る図書館で、イギリスでは大英図書館に次ぐ規模の図書館である。オックスフォード大学の学者の間では「ボドリー (Bodley)」もしくは単に「ボド (the Bod)」として知られている。イギリスの出版物に関する「2003年法定納本図書館法案」の下に定められたイギリスに6つある法定納本図書館のひとつであり、アイルランドの法律のもとアイルランドのあらゆる出版物を複製する権利を所有している。大学の構成員はラドクリフ科学図書館のような独立した図書館から本を借りることができるが、ボドリアンは原理的には図書を参照する場所として機能しており、通常書物は閲覧室から除去されている。
すべてのオックスフォード大学のカレッジが独自の図書館を所有しており、その中の幾つかはボドリアン図書館が建設される前に建設された。歴史的に、大学の図書館はボドリアン図書館から独立している。しかし、近年はボドリアン図書館の傘下に入った以前の「オックスフォード大学図書館サービス (OULS)のように、ある目的のため合併する例も見られるようになっている。このような合併の有名な例はオックスフォード図書館情報システム (Oxford Libraries Information System、略称：OLIS) とボドリアングループの全ての図書館の電子カタログを提供していた「SOLO」 (Search Oxford Libraries Online、略称：SOLO)が合併してできた統合図書館システムであろう。

## 場所と構成
ボドリアン図書館はブロード通り付近の5つの建物を占有している。建設時期は中世後期のハンフリー公図書館から1930年代に建設されたボドリアン図書館新館まで幅広い年代に渡っている。19世紀以降いくつかの地下書庫はこれらの建物の下に建設されている。
現在、ボドリアン図書館はオックスフォード中心部にある多くの図書館と幾つかのオックスフォードの外にある書庫から成り立っている。
- アレクサンダー図書館（英語版）
- ボドリアン中国研究図書館
- ボドリアン教育図書館
- ボドリアン保健図書館
- ボドリアン日本図書館
- ボドリアンラテンアメリカセンター図書館
- ボドリアン法律図書館（英語版）
- イギリス連邦及びアフリカ研究ボドリアン図書館（英語版）、ローズ・ハウス（英語版）
- ボドリアン音楽科図書館
- ボドリアン東洋研究所図書館（英語版）
- 哲学科（英語版）図書館
- ボドリアン社会学図書館（英語版）
- ボドリアン神学科（英語版）図書館
- 英語科図書館
- 歴史科（英語版）図書館
- ラドクリフ科学図書館（英語版）
- レリー・ハウス（英語版） - 教育図書館と連結。
- サックラー図書館（英語版）
- セインズベリー図書館 - サイード・ビジネススクール内
- シェラディアン植物分類学図書館
- 社会文化人類学図書館
- テイラー研究所（英語版）図書館
- テイラー研究所現代言語学科図書館
- テイラーボドリアン・スラヴ・現代ギリシャ図書館
- ヴィア・ハームズワース図書館（英語版） (ロザミアアメリカ研究所（英語版）)
- ウェルカム医学歴史研究所 図書館

### 入場

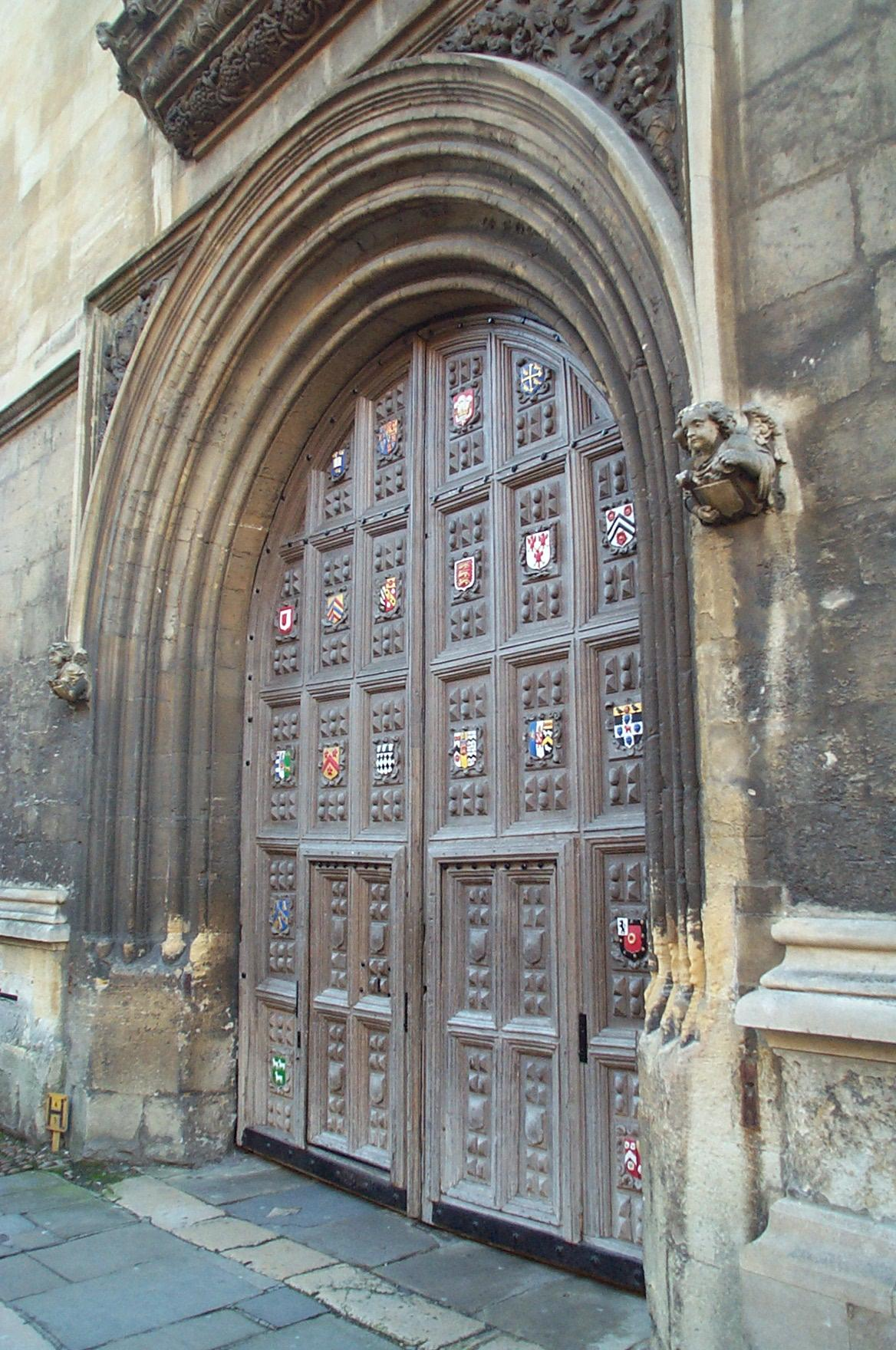
図書館入口、オックスフォード大学のカレッジの紋章が描かれている

新しく図書館の利用を始める者は利用する前に公式宣誓文に同意する必要がある。伝統的に宣誓という形態をとってきたが、現在では通常同じ効果を持つ文章にサインする形態をとっている — 利用者が宣誓文を詠唱する儀式はそれを望むものに関しては未だに執り行われている。この宣誓文は大学のマイケルマス学期の始まりの言葉に由来する。外部の利用者 (オックスフォード大学に所属していない者) は現在でも図書館入場に先立って宣誓文を口頭で詠唱する必要がある。ボドリアン図書館の受付には宣言を世界中の様々な言語に翻訳した宣誓文があり、英語を母語としていない者には自分の母語で詠唱することを許可している。宣誓文の英語テキストは以下のとおりである。
I hereby undertake not to remove from the Library, nor to mark, deface, or injure in any way, any volume, document or other object belonging to it or in its custody; not to bring into the Library, or kindle therein, any fire or flame, and not to smoke in the Library; and I promise to obey all rules of the Library.
(日本語訳)私は図書館の帰属物または管理下にあるあらゆる施設、書簡、文書に対し除去、刻印、汚損、損傷行為を行わないことをここに誓う。また、あらゆる火や炎を図書館に持ち込まず、図書館で喫煙を行わない。そして、私は図書館のあらゆるルールに従うことを誓う。
これは図書館開設当初行われていたラテン語の誓いを翻訳したものである (元のラテン語版の誓いでは喫煙を禁じていない。しかし当時は火は災害をもたらす危険が高かったため図書館には暖を取る仕組みがなかった)。

## 14、15世紀
現在の形になったボドリアン図書館の歴史は1602年から連綿と紡がれているが、そのルーツとなる建物はさらに時を遡る。オックスフォード大学に存在したことが知られている最初の図書館はウスターの司教であったトーマス・コバムによって14世紀に設立された。この鎖付図書館の収蔵所はハイ・ストリートの聖母マリア大学教会の北側に位置していた。蒐集量はゆっくりと増加していたが、1435年から1437年の間に ハンフリー・オブ・ランカスター (ヘンリー5世の弟) が大量の写本を寄贈したことで収蔵スペースが足りなくなり、より大きな建物が必要になった。収蔵に適した部屋がディヴィニティ・スクールの上部に建設され、1488年に完成した。この部屋はハンフリー公図書館として存続している。

## トーマス・ボドリー卿と大学図書館の再建
16世紀後半、図書館は収蔵物の減少という事態を迎える (加えて図書館の家具は売りに出され、ハンフリー公が寄贈した書物はたった3つしか収蔵品の中に残っていない) 。この現象は1598年に終わり、 図書館は再びその蔵書を増やし始める。マートン・カレッジの前代フェローであったトーマス・ボドリーが学長に図書館の拡充を援助するよう求める内容の以下のような手紙を書いた。「where there hath bin hertofore a publike library in Oxford: which you know is apparent by the rome it self remayning, and by your statute records I will take the charge and cost upon me, to reduce it again to his former use.」。これによりハンフリー公図書館は拡張工事が行われ、ボドリーは蒐集品の一部を提供した。図書館は1602年11月8日に“ボドリアン図書館” (公式には「ボドリーの図書館」 - Bodley's Library)と名前を変えて再出発することになった。
ボドリーの蒐集は広範囲に渡っていた。図書館歴史学者のイアン・フィリップ (Ian Philip) によると、1603年6月頃にボドリーはトルコから写本を取り寄せようと試み、それは“最初の中国語図書を獲得した年と同年であった”。1610年、ボドリーはロンドンの書籍出版業組合と書籍出版業組合が登録したすべての書物の複製を図書館に収蔵することで合意した。ボドリアン図書館の収蔵量の増加は非常に速く、1610年から1612年にかけて建物の拡張が行われ (アーツ・エンド - Arts End として知られている) 、1634年から1637年にかけて再度拡張工事が行われた。1654年、ジョン・セルデンは亡くなる際、自身が蒐集した多くの書物や写本をボドリアン図書館に寄贈した。ハンフリー公図書館の後の拡張部分は現在もセルデン・エンド (Selden End)」として知られている。

## スクールズ・クアドラングルと五様式の塔
1612年にボドリーがなくなるまでに、図書館のさらなる拡大が計画された。プロスカリウムとアーツ・エンドへの3つの翼廊に加えて、スクールズ・クアドラングル ( Schools Quadrangle、「Old Schools Quadrangle」もしくは「Old Library」と表記されることもある。Quadrangleは四角形を意味する。建物の中庭の四方が校舎に囲まれていることからその名がついた) が1613年から1619年の間に建設された。塔は図書館の正面玄関となっており、五様式の塔として知られている。名前は塔が古典主義建築の5つの建築様式であるトスカナ式、ドーリア式、イオニア式、コリント式、コンポジット式で作られた5つの年代順の柱で装飾されていることに由来する。
3つの翼廊をもつクアドラングルは3階構成で、ディヴィニティ・スクールの上部にあるハンフリー公図書館を除く1階と2階の部屋は建設当初は講義室やアートギャラリーとして使用されていた。講義室は未だにドアの署名文によって案内を行なっている (右図を参照)。図書館の蒐集品が増えるにつれ、これらの部屋は次第に埋まっていき、大学の講義や試験は新たに建設された大学校舎で行われるようになった。また、美術蒐集品はアシュモレアン博物館へと移管された。大学校舎の一つは現在図書館の宝物展示室として利用されており、後者は司書室や会議室として利用されている。

## 17、18世紀後半
書籍出版業組合との合意は収蔵品の定常的な増加を意味し 、他の要因も相まって大量の遺贈品や蒐集品を収蔵することになった。1753年に大英博物館が建設されるまで、ボドリアン図書館は実質上イギリスの国立図書館だった。ボドリアン図書館が建設されるまではケンブリッジ大学図書館や王立図書館がイングランドやウェールズにおける最大の書籍収蔵を誇っていた。
天文学者のトーマス・ホーンズビーは1769年に5様式の塔から金星の太陽面通過を観察した。

## ラドクリフ・カメラ
18世紀の終わり頃、図書館の収蔵品増加により拡張するためのスペースが必要になった。1860年、図書館はラドクリフ・カメラとして知られる隣の建物の使用許可を得る。1861年、図書館の収蔵物のうち医学、科学分野の蔵書がオックスフォード大学自然歴史博物館の北側に隣接して建設されたラドクリフ科学図書館へと移管された。

## クラレンドン・ビルディング

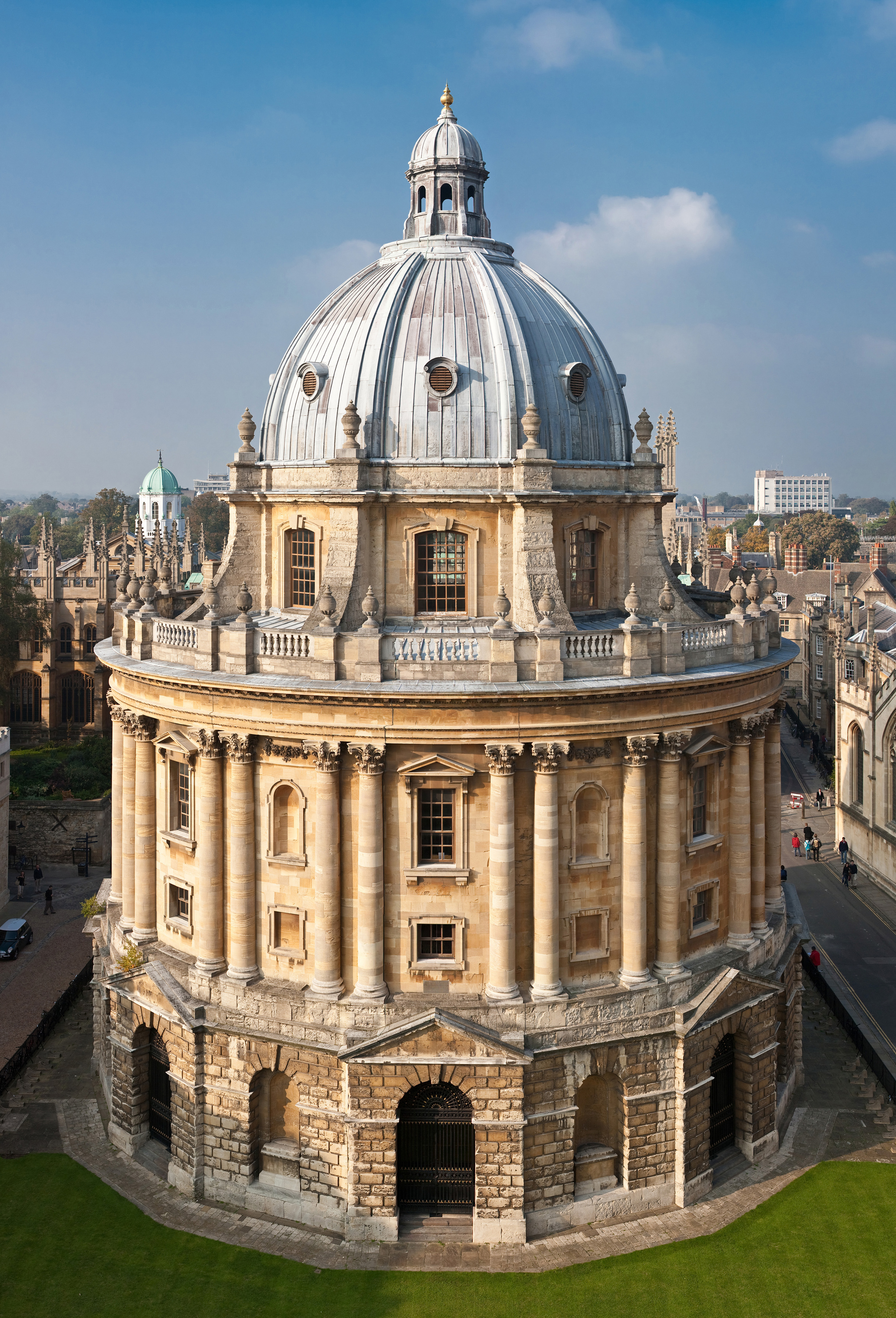
大学内の教会から見たラドクリフ・カメラ

クラレンドン・ビルディングはニコラス・ホークスムアによって設計され、1711年から1715年までに建設された。この建物は当初オックスフォード大学出版局の印刷所だった。オックスフォード大学出版局は19世紀前半にこの建物を明け渡し、以降大学が統括目的で使用していた。1975年に大学の手を離れ、現在は図書館員のオフィスや会議室になっている。

## 20世紀以降
1911年に、著作権法案 (現在は2003年法定納本図書館法案に置き換わっている) において、ボドリアン図書館をイギリスの著作権のある書物の複製を収めなければならない法定納本の義務が発生する6つの図書館の内の1つ (当時)とすることで書籍出版業組合と合意した。
1909年と1912年の間に、地下の書架がラドクリフ・カメラとラドクリフ広場の間に建設された。1914年に、図書館に収蔵された書物の合計は100万点に達した。1920年代にボドリアン図書館は収蔵スペースの拡大が必要となり、1937年、ブロード通りの北東の角にあるクラレンドン・ビルディングの向かい側に新館の建設を始めた。
ボドリアン図書館の新館は建築家のジャイルズ・ギルバート・スコット卿によって設計され、1940年に完成した。建物は革新的なジッグラトであり、書架の60％が1階以下の場所にあった。ブロード通りの地下道は新旧のボドリアン図書館の建物とつながっており、地下道は歩行者用道路と書籍運搬コンベヤー、自動書架電子検索システムが2002年に導入されるまで書籍の検索依頼に使われていた気送管から成り立っていた。気送管は2009年7月に撤去されるまでハンフリー公図書館における書籍の検索依頼に使用されていた。2010年に1940年代以降ブロード通りの地下で本の移動に従事してきたコンベヤーが8月20日でその役目を終え取り壊されると発表された。ボドリアン図書館の新館は改修工事のため2011年7月29日に閉館した。

## 図書館の現在と未来

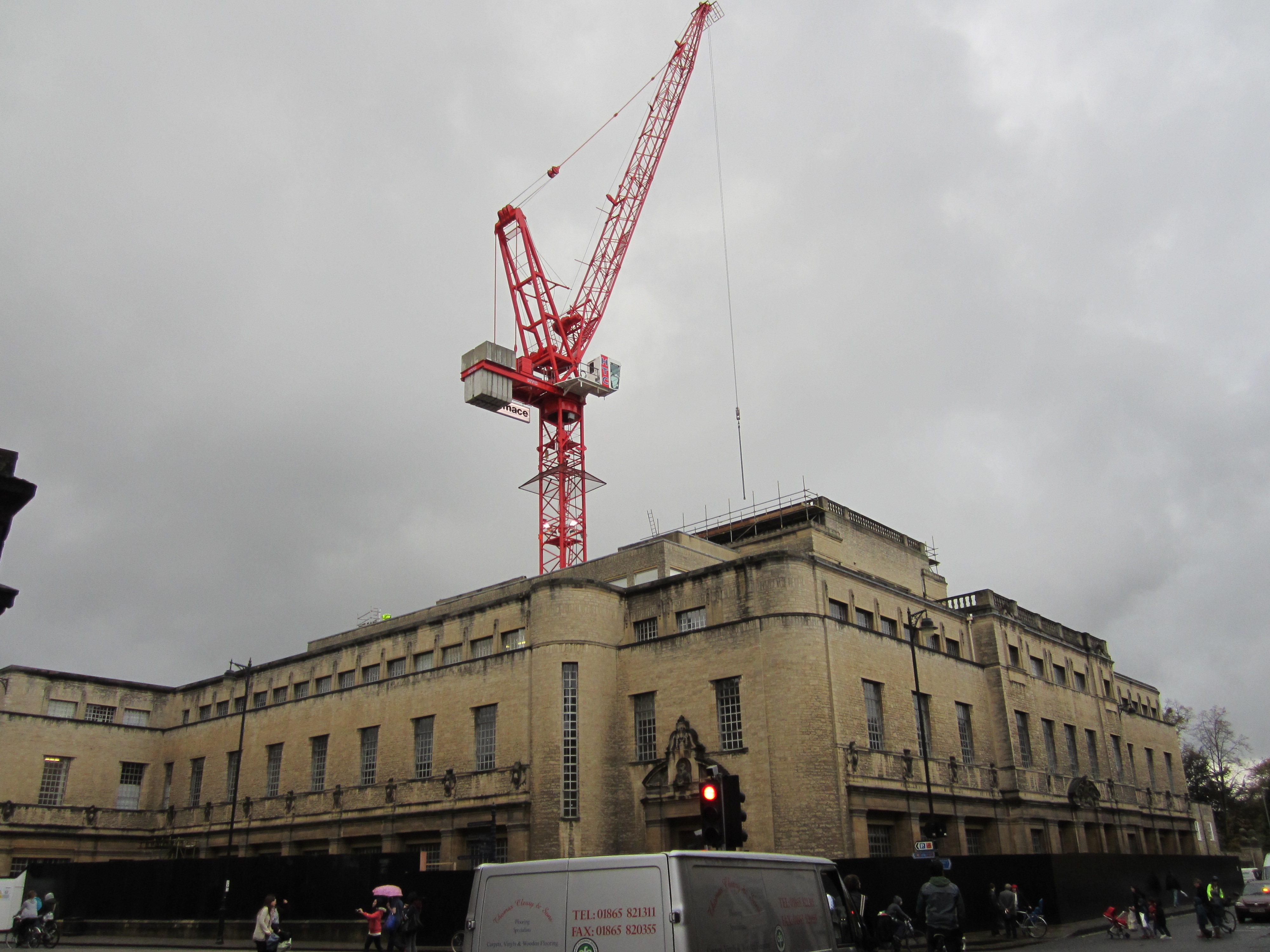
2011年11月の大規模改修で閉館されている当時のボドリアン図書館新館

ボドリアングループは現在全長187kmの棚に約1100万点の作品を収蔵し、400人以上のスタッフを擁する。ボドリアン図書館はイギリスにおいて大英図書館に次ぐ2番目の規模を誇る。蒐集品の継続的な増加は収蔵スペースの深刻な不足を招いている。現在150万を超える作品がオックスフォード外の場所に収蔵されており、そのなかにはチェシャーにある使用不可能な岩塩坑もふくまれている。2007年と2008年に、図書館の収蔵物をより大きい保管所へと移管するためオックスフォード大学図書館サービスはオックスフォード中心街の南西部にあるアズニーの牧草地に新たな書物の保管所を建設する計画を立案し、建築許可を得ようと試みた。しかし、この計画は失敗に終わり、代わりにスウィンドン近郊に建設されることになった。2600万ポンドをかけて建設されたこの保管所は2010年10月に開館し、全長246km、3,224の翼廊と95,000個の書架、600個の地図収納棚に120万個の地図と他の作品を収納する大規模保管所となった。
ボドリアン図書館の新館は元の正面玄関の反対側に新しく建設され 、読者や訪問者のための施設により良い施設を提供するだけでなく、貴重で壊れやすい収蔵物を保存するための良好な保管所を新しく提供した。2010年3月にボドリアン図書館グループ傘下に入った「オックスフォード大学図書館サービス」は「ボドリアン図書館」と改名され、ボドリアン図書館外のオックスフォード大学構成施設がボドリアン図書館のブランド名を使用することになった。

## 著作権と蒐集品の保管
ボドリアン図書館は著作権に関して厳格な姿勢を貫いている。つい最近まで、複製や過度の手による扱いは収蔵品に損害を与えることになるという懸念から図書館の収蔵物の個人的な写真複写は認められていなかった。しかし現在では個人利用ならば1900年以降に作成された収蔵物の大部分を複写することができ、1801年から1900年までの間に作成された収蔵物も特定のものに関しては図書館員立ち会いのもと複製が可能である。スキャナやデジタルカメラは1900年以降の出版物の大部分で使用が許可されており、デジタルカメラに関してはより古い資料に関しても許可を取れば使用可能である。図書館は1801年以前の大部分の制作物のデジタルスキャンを提供している。図書館の蒐集品の損壊しやすい品目のほぼ全てについてマイクロフィルムによる複製品が作成されており、これらの作品はオリジナルと置き換えられているためいつでも利用できる。ボドリアン図書館はオックスフォード電子図書館と密な連携をとっており、大学の蒐集品のうち貴重で珍しい品目の多くにデジタルデータへ置き換える作業が行われている。

## 図書館の収蔵物
原稿の蒐集品
- アシュモール原稿 (アシュモール動物寓意譚（英語版）を含む) -  エリアス・アシュモール（英語版）蒐集
- カート原稿（英語版） - トーマス・カート（英語版） (1686–1754) 蒐集
- ドゥース原稿 -  フランシス・ドゥース（英語版）卿寄贈、1834年
- ロード原稿 - ウィリアム・ロード寄贈、1635年～1640年
- パーシー・ビッシュ・シェリー詩集

個人の写本
- ボドリー写本（英語版）
- エビネリアヌス写本（英語版）
- ローディアヌス写本（英語版）
- メンドーサ写本（英語版）
- ティシェンドルフィアヌス3世写本（英語版）
- ティシェンドルフィアヌス4世写本（英語版）
- ハンティントンMS17（英語版）, コプト語の4つの賛美歌の完全な歌詞に関する最古の写本
- マグナ・カルタ (4つの写本)
- ローランの歌
- ヴァーノン写本（英語版） (Oxford, Bodleian Library, MS Eng. poet.a.1), 中英語で書かれた最長かつ最重要とされる写本[28][29]

個人の出版物
- グーテンベルク聖書, 1455年頃, 現存する42点の完全版の一つ
- シェイクスピアのファースト・フォリオ, 1623年

## ボドリーの司書
ボドリアン図書館の図書館長は「ボドリーの司書 (Bodley's Librarian)」と呼ばれる。初代司書のトーマス・ジェームズは1599年にボドリアン図書館員により選ばれ、1602年に大学が追認した。ボドリーは司書に対し「some one that is noted and knowen for a diligent Student, and in all his conuersation to be trustie, actiue, and discreete, a graduat also and a Linguist, not encombred with mariage, nor with a benefice of Cure」な存在であることを願った。しかし、ジェームズはボドリーを説得して結婚できるようにし、オックスフォードにある聖アルデイツ教会の牧師になった。
これまで総勢24名がボドリーの司書を務めてきた。司書に求められる勤勉さは年月を経るにつれ要求水準が上がっている。トーマス・ロッキー (1660–1665) は任務に適していないとみなされ、ジョン・ハドソン (1701–1719) は「無能でないとしても怠惰である」と描かれている。また、ジョン・プライス (1768–1813) は同時代の学者から「自身の責務を定期的に放棄している」と告発されている。現在の司書であるサラ・トーマスは2007年に司書として任命された。彼女は史上初の女性の「ボドリーの司書」であり、前任者のレジナルド・カーに続いて二人目のオックスフォード大学図書館サービス長との兼任司書となった。（オックスフォード大学図書館サービスは現在ボドリアン図書館に吸収されている）アメリカ人のトーマスはボドリアン図書館初の外国人司書でもある。

## 題材としての図書館
小説
ボドリアン図書館はドロシー・L・セイヤーズの「学寮祭の夜」の舞台として利用されている他、マイケル・ホワイトの「Equinox」でも利用された。コリン・デクスターのモース警部小説「The Wench is Dead」ではクリスティン・グリーナウェイ (ボドリーの司書の一人) が提案した図書館の一つが使用されている。マイケル・イネスの「Operation Pax」 (1951) では大詰め部分で実在ではない地下書庫が描かれ、ラドクリフ広場の隠れた斜面路「Mendip cleft」を滑り落ちることで図書館へと到達する描写がある。
J・R・R・トールキンはオックスフォード大学で心理学を研究し教授となって以降、ジーザス・カレッジに代わりボドリアン図書館が代理で保管していたヘルゲストの赤本に親しむようになる。トールキンは後に自身の作品「指輪物語」で「西境の赤表紙本」という架空の書物として登場させることになる。現在ではトールキンの原稿の大部分が図書館に収蔵されている。
歴史家兼小説家のデボラ・ハークネスが2011年に出版した小説『魔女の目覚め』の前半部の大部分はボドリアン図書館、とくにセルデン・エンドを舞台としている。さらに、図書館に収蔵されているアシュモレアン写本 (アシュモール 782) の一つを小説の核心部分として使用している。
撮影現場
図書館の素晴らしい建築は映画製作者にとってオックスフォード大学に帰属する建物を代表する格好の撮影場所となってきた。「ライラの冒険 黄金の羅針盤」の冒頭シーンや「情愛と友情」 (1981年のテレビドラマ)、「アナザー・カントリー」 (1984)「英国万歳!」(1994)、ディヴィニティ・スクールがホグワーツの医務室として、ハンフリー公図書館がホグワーツ図書館として描かれている「ハリーポッター」劇場版前半2作品などに使用されている。2005年の映画「ニュー・ワールド」では、図書館が大英帝国法廷入口として描かれている。ボドリアン図書館はモース警部をテレビドラマ化したスピンオフ作品である「オックスフォードミステリー ルイス警部」の「And the Moonbeams Kiss the Sea」において、図書館の地下室が殺人現場として使用された。
引用
図書館利用者の誓いのラテン語版の最初の数フレーズである「Do fidem me nullum librum vel」は1996年に連続テレビ小説「ガリバーの冒険」で使用された。